# Apsolutnih sto
Pour plus de détails, voir Fiche technique et Distribution.
Apsolutnih sto (en serbe cyrillique : Апсолутних сто), ou Cent absolu, est un film dramatique et un thriller yougoslave, écrit et réalisé par Srdan Golubović en 2001.

## Synopsis
L'histoire met en scène deux frères, Saša (Vuk Kostić) et Igor (Srđan Todorović) Gordić, tous les deux passionnés par le tir ; Igor, le frère aîné, a même remporté le championnat du monde junior de 1991. Igor s'est ensuite engagé volontairement dans les guerres de Yougoslavie, dont il revient dépendant de la drogue. Pour assouvir ses besoins, Igor est contraint de vendre les biens de ses parents. Saša décide alors de se venger de ceux qui ont détruit la vie de son frère.

## Fiche technique
- Réalisation : Srdan Golubović
- Scénario : Srdan Golubović, Biljana Maksic et Đorđe Milosavljević
- Production : Miodrag Djordjevic, Srdan Golubović et Ana Stanic
- Musique originale : Andrej Acin
- Photographie : Aleksandar Ilic
- Montage : Stevan Maric
- Pays :  RF Yougoslavie
- Langue : serbe
- Durée : 93 minutes
- Format : couleur
- Date de sortie :
  - République Fédérale de Yougoslavie : 6 septembre 2001

## Distribution
- Vuk Kostic : Sasa Gordic
- Srdjan 'Zika' Todorovic : Igor Gordic
- Paulina Manov : Sanja
- Sasa Ali : Cvika
- Bogdan Diklic : Trener
- Milorad Mandic-Manda : Rundja
- Dragan Petrovic-Pele : Neske
- Slavko Labovic : Tip 1
- Boris Isakovic : Beli
- Andrej Sreckovic : Tip 2
- Vladan Dujovic : Crni
- Mrdjan Ognjanovic : Konobar
- Dusan Savcic : Telohranitelj
- Snezana Djordjevic : Sekretarica
- Mia Bajkovic : Devojka 1
- Ksenija Milosevic : Devojka 2
- Jovan Osmajlic : Rundjin prijatelj
- Aca Jovanovic : Rundjin prijatelj
- Gojko Andrijasevic : Komentator
- Dijana Jandric : Frizerka
- Miodrag Djordjevic : Misa Hitler

## Récompenses
En 2001, Srdan Golubović a remporté le prix Fipresci pour Apsolutnih sto et le Prix du public du Festival de Thessalonique. Il a été nommé pour le Golden Alexander du même festival. En 2002, le film a été nommé pour le Grand prix du Festival Paris Cinéma.